# Carbonat
Cacbonat (bắt nguồn từ từ tiếng Pháp carbonate /kaʁbɔnat/), còn được viết là Các-bô-nát, là muối của axit cacbonic đặc trưng bởi sự có mặt của ion cacbonat, CO2−
3. Tên gọi cũng ám chỉ este của axit cacbonic, là một hợp chất hữu cơ chứa nhóm chức cacbonat C(=O)(O–)2.